# Nesoryzomys fernandinae
Nesoryzomys fernandinae är en däggdjursart som beskrevs av Rainer Hutterer och Hirsch 1979. Nesoryzomys fernandinae ingår i släktet galapagosrisråttor, och familjen hamsterartade gnagare. Inga underarter finns listade i Catalogue of Life.
Denna gnagare lever endemisk på Isla Fernandina som tillhör Galápagosöarna. Arten beskrevs ursprungligen efter kvarlevor som hittades i ugglornas spybollar och senare hittades levande individer. Nesoryzomys fernandinae förekommer nära kusten och på vulkanen vid 1300 meter över havet i områden med växtlighet. Den delar sitt utbredningsområde med Nesoryzomys narboroughi (ibland listad som underart till Nesoryzomys indefessus) från samma släkte. Ett hot mot artens bestånd är introducerade svartråttor och husmöss. IUCN kategoriserar arten globalt som sårbar.